# Большое Кротово
Большое Кротово — деревня в Пинежском районе Архангельской области. Входит в Покшеньгское сельское поселение.

## География
Расположена на левом берегу Шильмуши вблизи места её впадения в Покшеньгу, в 14 км к юго-западу от села Карпогоры (райцентр) и в 190 км к восток-юго-востоку от Архангельска.

## История
Дата основания деревни неизвестна.

## Население
| 2002 | 2010 | 2012 |
| ---- | ---- | ---- |
| 61   | ↘27  | ↗39  |

## Транспорт
Имеется грунтовая дорога на юго-запад в село Русковера (5,5 км от деревни, далее по местной дороге выход к автодороге Архангельск — Карпогоры).Транспортное сообщение с райцентром затруднено из-за отсутствия дорог с твёрдым покрытием и мостов (чтобы попасть в райцентр напрямую, нужно пересечь паромную переправу через Пинегу).